# Circle the Wagons
Circle the Wagons es el decimocuarto álbum de estudio de la banda noruega de black metal, Darkthrone, lanzado en 2010.
El estilo del álbum, a diferencia de trabajos más recientes, este esta mucho más encaminado al speed metal, de punk todavía han quedado algunas estructuras mientras que de black metal nada más que han quedado pocos rezagos.
Existe una edición de vinilo del disco.

## Lista de canciones
1. "Those Treasures Will Never Befall You" (4:21)
2. "Running for Borders" (4:04)
3. "I Am the Graves of the 80s" (3:07)
4. "Stylized Corpse" (7:33)
5. "Circle the Wagons" (2:46)
6. "Black Mountain Totem" (5:36)
7. "I Am the Working Class" (5:08)
8. "Eyes Burst At Dawn" (3:49)
9. "Bränn Inte Slottet" (4:37)

## Miembros
- Nocturno Culto - batería, bajo, guitarra rítmica, voz
- Fenriz - voz, guitarra